# Palacio Fontana Rezzonico
El palacio Fontana Rezzonico es un edificio histórico veneciano de estilo renacentista, situado en el sestiere (barrio) de Cannaregio, en la orilla izquierda del Gran Canal, próximo al palacio Ca' d'Oro, en la confluencia del rio de San Felice y  el palacio Miani Coletti Giusti.

## Historia
Los primeros propietarios y promotores del edificio fueron la familia Fontana, mercaderes originarios de Piacenza que se afincaron en Venecia hacia la mitad del siglo siglo XVI. En los primeros años del siglo XVII adquirieron un edificio, que demolieron, para construir el actual. A finales de ese siglo la primera planta noble del palacio se alquiló a la familia Rezzonico, recién llegada a la nobleza veneciana, mientras esperaban la construcción de su palacio Ca' Rezzonico.
En el palacio Fontana Rezzonico nació en 1693 Carlo Rezzonico, el futuro quinto papa veneciano Clemente XIII.
Como ocurría con muchas otras familias venecianas, la crisis derivada de la caída de la República de Venecia obligó a los Fontana a vender su palacio, que adquirió en 1811 el banquero Johann Conrad von Reck. Después pasó a ser propiedad de las familias judías Levi y posteriormente de los Sullman, sus últimos propietarios.

## Descripción
El edificio, con una fachada asimétrica de color rosado, comenzó a construirse en estilo renacentista, si bien a lo largo del tiempo le fueron incorporando elementos barrocos. En la planta baja se abren dos portales a nivel del agua del Canal. El principal, situado entre la ventana de cuatro huecos de la primera planta noble, mientras el secundario, de menor tamaño, se encuentra en la esquina derecha del palacio. La segunda y la tercera planta son prácticamente idénticas, con  políforas con arcos de medio punto flanqueadas por dos ventanas simples a la izquierda y cuatro a la derecha, y con balcones voladizos en todas ellas.
En la cubierta destacan dos pequeños obeliscos decorativos construidos casi enteramente en ladrillo y piedra.